# Kofi Annan

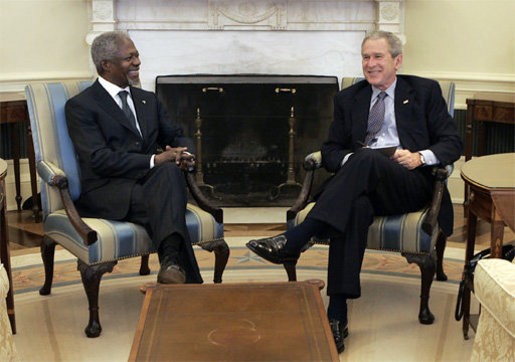
Kofi Annan i prezydent USA George W. Bush (2002)

Kofi Atta Annan (ur. 8 kwietnia 1938 w Kumasi, zm. 18 sierpnia 2018 w Bernie) – ghański dyplomata i mąż stanu, w latach 1997–2006 sekretarz generalny Organizacji Narodów Zjednoczonych, laureat Pokojowej Nagrody Nobla (2001).

## Życiorys
Urodził się 8 kwietnia 1938 w Kumasi na terenie brytyjskiego Złotego Wybrzeża.
Ukończył studia na Wydziale Ekonomii Politechniki w rodzinnym Kumasi (University of Science and Technology) oraz w Macalester College w Saint Paul (tytuł B.A.) w Minnesocie w USA. Później studiował na Wydziale Ekonomii w Institut Universitaire des Hautes Etudes Internationales w Genewie i Massachusetts Institute of Technology, gdzie otrzymał tytuł magistra zarządzania.
W różnych agendach ONZ Kofi Annan pracował od 1962, stopniowo osiągając kolejne pozycje w hierarchii tej organizacji. W latach 90. XX wieku pracował m.in. jako asystent sekretarza generalnego ds. operacji pokojowych (marzec 1993 – luty 1994) oraz jako zastępca sekretarza generalnego Butrusa Ghalego (luty 1994 – październik 1995; kwiecień 1996 – grudzień 1996). Od listopada 1995 do marca 1996, w okresie po podpisaniu porozumienia pokojowego w Dayton był specjalnym przedstawicielem sekretarza generalnego w byłej Jugosławii, nadzorując wycofywanie Sił Ochronnych ONZ (UNPROFOR) z regionu i zastępowanie ich siłami NATO (IFOR).
Pierwszą kadencję na stanowisku sekretarza generalnego rozpoczął 1 stycznia 1997 roku. Wkrótce po uzyskaniu nominacji Annan wystąpił z inicjatywą reformy ONZ. 1 stycznia 2002 rozpoczął drugą kadencję urzędowania na tym stanowisku, która trwała do 31 grudnia 2006 roku.
W 2012 został wybrany specjalnym wysłannikiem ONZ ds. Syrii.
Jego żoną była Nane Annan ze Szwecji, z wykształcenia prawnik, obecnie zajmująca się sztuką. Mieli troje dzieci.

## Odznaczenia
- Towarzysz Orderu Gwiazdy Ghany (2000)
- Odznaka Honorowa za Zasługi dla Republiki Austrii II klasy (Austria, 2007)
- Krzyż Wielki Orderu Izabeli Katolickiej (Hiszpania, 2010)
- Kawaler Krzyża Wielkiego Orderu Lwa Niderlandzkiego (Holandia, 2006)
- Order „Przyjaźń” I klasy (Kazachstan)
- Order Złotego Serca I klasy (Kenia, 2007)
- Order Wolności (Kosowo, 2004)[2]
- Wielka Wstęga Orderu Pionierów Liberii (Liberia, 2006)[3]
- Krzyż Wielki Orderu Zasługi Republiki Federalnej Niemiec (Niemcy, 2008)
- Medal „850-lecia Moskwy” (Rosja)[4]
- Krzyż Wielki Orderu Zasługi Rzeczypospolitej Polskiej (2000)[5]
- Wielki Łańcuch Orderu Wolności (Portugalia, 2005)
- Order Towarzyszy O. R. Tambo I klasy (Republika Południowej Afryki, 2004)[6]
- Krzyż Wielki Orderu Gwiazdy Rumunii (2001)
- Honorowy Rycerz Krzyża Wielkiego Orderu św. Michała i św. Jerzego (Wielka Brytania, 2007)
- Pokojowa Nagroda Konfucjusza (2012)[7]
- Order „Manas” (Kirgistan)[8]